# Giorgio Baiocchi
Giorgio Baiocchi (Roma, 24 marzo 1942) è uno scacchista italiano.

## Carriera scacchistica
Iscritto all'ASIGC e all'ICCF, è uno dei più presenti nelle finali dei campionati italiani assoluti di scacchi per corrispondenza, avendo partecipato a numerose edizioni di cui 9 consecutive. Diventa campione italiano nel 1975, alla sua prima partecipazione. L'anno successivo è terzo e, dopo 30 anni, nel 2005, ottiene la piazza d'onore. In molte altre occasioni sfiora il podio.
Dopo 41 anni, nel 2016, rivince il campionato italiano.
Fra i risultati di rilievo, una vittoria con l'ex campione del mondo Horst Robert Rittner.
Nel 2001 consegue il titolo ICCF di Maestro Internazionale e nel 2010 quello di Maestro Internazionale Senior.